# Charles Mannay
Charles Mannay, né le 14 octobre 1745 à Champeix en Auvergne au diocèse de Clermont, mort le 5 décembre 1824 à Rennes, est un évêque de l'Église catholique romaine.

## Biographie
Il est nommé chanoine au Chapitre métropolitain de Reims le 7 mai 1780, En 1782, il devient prieur au prieuré Notre-Dame de Conflans-Sainte-Honorine (ce sera le tout dernier jusqu'en 1789 en tant que seigneur des fiefs relevant de cet établissement déserté de ses moines vers 1530 mais possédant des biens sur Conflans et en d'autres lieux). Homme de grande bonté, il fera son possible pour soulager les malheurs des Conflanais à la suite de l'horrible tornade du 13 août 1788 qui fit d'énormes dégâts sur toute sa trajectoire depuis Bordeaux jusque dans les Pays-Bas). Il est promu vicaire général de l'archidiocèse de Reims le 26 février 1787. Il fut aussi le précepteur du jeune Charles-Maurice (Talleyrand) reçu entretemps docteur en Sorbonne en 1783, il devient le directeur sinon le rédacteur de la thèse de Charles-Maurice de Talleyrand-Périgord, son élève, futur évêque d'Autun.
Il émigre à la Révolution en Angleterre, puis en Écosse, ne rentrant en France qu'après la signature du Concordat.
Nommé évêque de Trèves par Napoléon, il est ordonné évêque le 18 juillet 1802 en l'église des Carmes de Paris par Antoine Xavier Mayneaud de Pancemont, évêque de Vannes, assisté des évêques de Digne et Nice. Ses armes : écartelé aux premier et quatrième d'argent à trois fasces de sable, aux second et au troisième d'azur au lion d'or.
Nommé chevalier de la Légion d'honneur en 1807, promu officier en 1809, baron de l'Empire en 1808. Il devient en 1809 un des conseillers ecclésiastiques de Napoléon en compagnie de Louis-Mathias de Barral et Jean-Baptiste Duvoisin (Nantes).
Après l'invasion prussienne, il doit démissionner en novembre 1816.
Louis XVIII le choisit alors comme évêque d'Auxerre en 1817, mais le siège n'ayant pas été rétabli, il ne peut en prendre possession.
Finalement, en 1820, il est préconisé évêque de Rennes où il meurt le 5 décembre 1824.
Charles Mannay est enterré dans le croisillon sud de l'actuelle église Notre-Dame-en-Saint-Melaine de Rennes, cathédrale alors du diocèse de Rennes tandis qu'est reconstruite la cathédrale Saint-Pierre.

## Armes
Les lettres patentes du 22 novembre 1808 lui attribuent les armes suivantes : écartelé : aux 1er et 4e, d’argent à trois fasces de sable ; au 2e des barons évêques ; au 3e, d’azur au lion rampant d’or(le « des barons évêques » est de gueules à la croix alaisée d’or).
Par la suite, monseigneur Charles Mannay se voit attribuer des armes proches de celles du pape Pie IX (1792-1846-1878) avec lesquelles elles ne doivent pas être confondues. Les unes et les autres figurent sur les vitraux de la cathédrale Saint-Pierre de Rennes : 

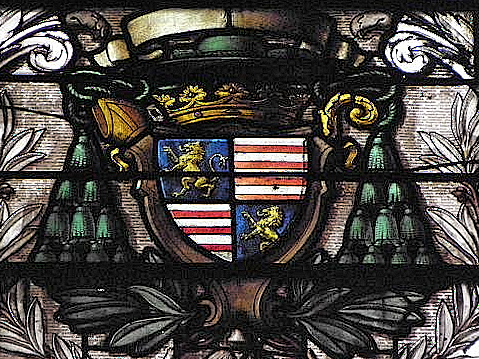
Armes de monseigneur Charles Mannay.
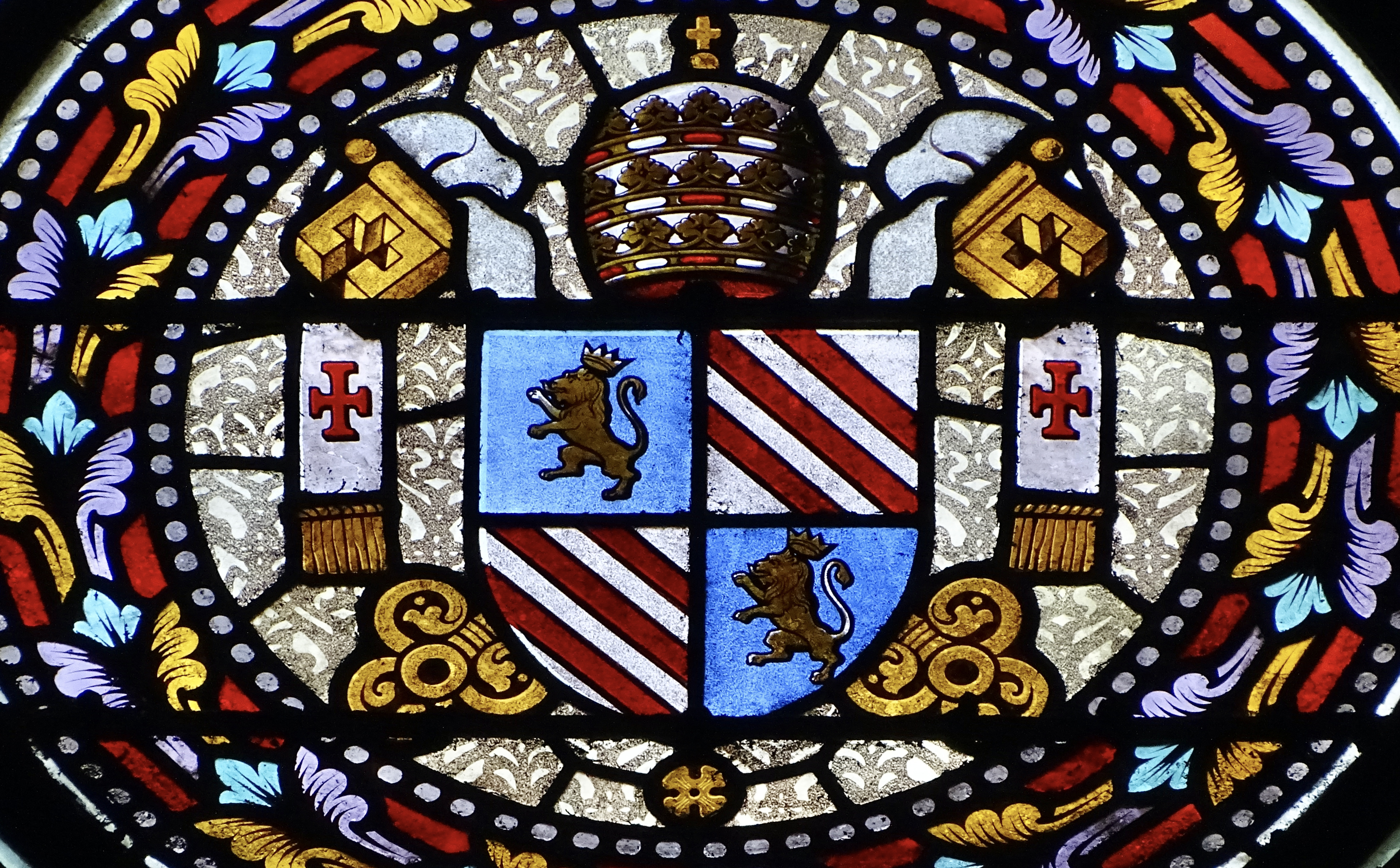
Armes du pape Pie IX, surmontées de la tiare.

## Distinctions
- Officier de la Légion d'honneur (25 janvier 1813)[4]

## Sources
- « CEF de Rennes » (version du 6 septembre 2013 sur Internet Archive)
- Émile Bouchez, Le clergé de Reims pendant la Révolution et la suppression de l'Archevêché de Reims (1789-1821), Paris, 1913.
- Patrice Dupuy, Sainte Honorine, pèlerinage et prieuré de Conflans, des origines à nos jours, Valhermeil, Pontoise éditeur, 2000.